# Moumouni Darankoum
Abdoul Moumouni Amadou Darankoum (ur. 7 sierpnia 2002) – nigerski piłkarz grający na pozycji defensywnego pomocnika. Od 2021 jest zawodnikiem klubu Sheriff Tyraspol.

## Kariera klubowa
Swoją karierę piłkarską Darankoum rozpoczął w klubie US GN. W sezonie 2018/2019 zadebiutował w jego barwach w pierwszej lidze nigerskiej. W sezonie 2020/2021 sięgnął z nim po dublet - mistrzostwo i Puchar Nigru.
Latem 2021 Darankoum przeszedł do mołdawskiego Sheriffa Tyraspol. Swój debiut w nim zaliczył 16 października 2021 w wygranym 4:0 domowym meczu ze Sfîntul Gheorghe Suruceni. W sezonie 2021/2022 wywalczył mistrzostwo i Puchar Mołdawii, a w sezonie 2022/2023 został mistrzem kraju.

## Kariera reprezentacyjna
W reprezentacji Nigru Darankoum zadebiutował 22 września 2019 w wygranym 2:0 meczu Mistrzostw Narodów Afryki 2020 z Wybrzeżem Kości Słoniowej, rozegranym w Niamey.